# Agrotis poverina
Agrotis poverina là một loài bướm đêm trong họ Noctuidae.